# Sekhemrê-Oupmaât Antef-Âa
Pour les articles homonymes, voir Antef.
Sekhemrê-Oupmaât Antef-Âa, nommé Antef V,, ou VI, suivant les égyptologues, est un roi de Thèbes de la XVIIe dynastie. Manéthon le nomme Antef et le désigne comme roi de Thèbes.

## Famille
Sur le sarcophage du roi, il était indiqué explicitement qu'il a été enterré par son frère le roi Noubkheperrê Antef. D'après les inscriptions trouvées sur un chambranle de porte découvert dans les vestiges d'un temple de la XVIIe dynastie à Gebel Antef sur la route Louxor-Farshut, on sait aujourd'hui que Noubkheperrê Antef et, par implication, son frère Sekhemrê-Oupmaât Antef-Âa étaient les fils d'un des deux rois Sobekemsaf. La plupart des égyptologues pensent qu'il s'agit de Sekhemrê-Shedtaouy Sobekemsaf,,. Claude Vandersleyen lui donne également comme frère le roi Sekhemrê-Herouhermaât Antef. De plus, de par le papyrus Abbott, Sekhemrê-Shedtaouy Sobekemsaf avait pour reine Noubkhâes, qui pourrait être ainsi la mère des Antef.

## Ordre chronologique
Cet ordre chronologique des rois nommés Antef sous la XVIIe dynastie fait l'objet actuellement d'une révision et de débats entre égyptologues notamment à la suite d'études depuis la fin des années 1990 et de nouvelles découvertes archéologiques réalisées dans la nécropole royale de l'époque située à Dra Abou el-Naga à l'ouest de Thèbes, non loin de Deir el-Bahari.
Concernant Sekhemrê-Oupmaât Antef-Âa, il a toujours été placé juste après son père Sekhemrê-Shedtaouy Sobekemsaf. Par contre, son successeur et sa numérotation varient selon les auteurs. Jürgen von Beckerath, dans sa vision longue de la XVIIe dynastie, le place en milieu de dynastie et le nommant Antef VI, suivi du roi Sekhemrê-Herouhermaât Antef, nommé Antef VII,. Il est nommé Antef VI du fait qu'il a positionné Noubkheperrê Antef au début de la dynastie, le nommant ainsi Antef V. Kim Steven Bardrum Ryholt le nomme également Antef VI et le place en tant que premier des Antef de la dynastie, le numéro VI vient cette fois du fait qu'il ajoute un Antef IV pour la XIVe dynastie, ce dernier n'est pas pris en compte par les autres chercheurs, ce qui décale la numérotation de Ryholt. Les autres chercheurs le nomment Antef V et en font également le premier des Antef de la dynastie,,,,. L'identité de son successeur varie également : certains placent Noubkheperrê Antef, en tant que successeur direct, d'autres y placent Sekhemrê-Herouhermaât Antef,,,.

## Règne
Comme les autres rois de la dynastie son nom est absent des listes royales du Nouvel Empire, notamment celles de la XIXe dynastie qui oblitèrent littéralement l'ensemble de la Deuxième Période intermédiaire sautant directement de la XIIe dynastie à la XVIIIe dynastie. Le Canon royal de Turin, papyrus du Nouvel Empire qui liste l'ensemble des rois depuis Ménès, le fondateur mythique de la royauté, jusqu'à la XVIIe dynastie, cite seize rois pour cette dernière dynastie parmi lesquels on trouve au début de la dynastie trois noms lacunaires commençant par Sekhemrê, sans qu'il soit possible aujourd'hui d'affirmer l'identité précise de chacun et donc d'attribuer l'un de ces noms à Sekhemrê-Oupmaât Antef-Âa.
Antef se rattache explicitement à Khâsekhemrê Neferhotep Ier, roi de la XIIIe dynastie, en se donnant le nom de Sekhemrê Oupmaât qui reprend le nom de Nebty et le nom de Nesout-bity de son prédécesseur.
Sekhemrê-Oupmaât Antef-Âa n'aurait régné que peu de temps, la durée de son règne variant de quelques mois à trois années pleines selon les auteurs et l'ordre de succession dans lequel ils placent son règne dans la dynastie.
On ne lui connaît pas d'épouse attitrée ni de descendance et seuls quelques objets provenant de son tombeau nous sont parvenus attestant son existence et son règne.

## Sépulture

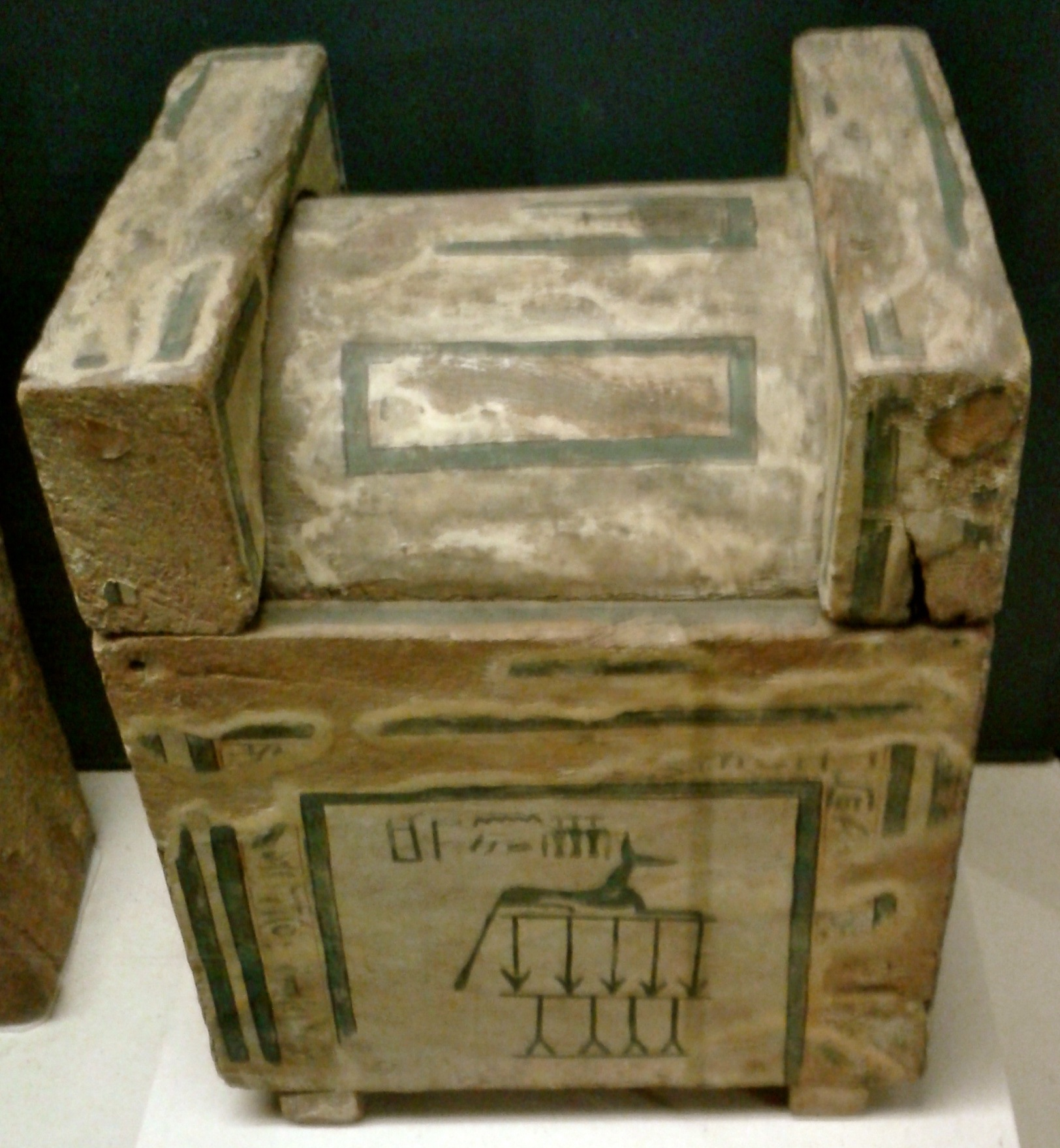
Coffre à canopes du roi, Musée du Louvre.

Le tombeau de Sekhemrê-Oupmaât Antef-Âa est cité dans le papyrus Abbott qui rend compte sous le règne de Ramsès IX de l'état des sépultures royales victimes de tentatives en règle de pillage. Les résultats de l'enquête indiquent que le tombeau n'avait pas alors été pillé.
Le tombeau est probablement resté intact jusqu'à ce qu'il soit découvert dans la seconde moitié du XIXe siècle à Thèbes dans la nécropole de Dra Abou el-Naga par des pilleurs de tombe qui en ont dispersé son contenu.
Mariette a pu acquérir en 1854 une partie du viatique funéraire du roi dont le sarcophage en bois doré ainsi que le coffre à canopes du roi. Le sarcophage de style richi ainsi que le coffre qui porte la titulature du roi sont actuellement conservés au Musée du Louvre à Paris.
Une lame de hache en bronze à son nom qui est désormais conservée au Musée égyptien de Berlin pourrait provenir de ce pillage.
Le British Museum possède quant à lui le pyramidion de la petite pyramide qui couvrait autrefois le tombeau du roi.